# Halticoptera sariaster
Halticoptera sariaster är en stekelart som först beskrevs av Walker 1842.  Halticoptera sariaster ingår i släktet Halticoptera och familjen puppglanssteklar. Inga underarter finns listade i Catalogue of Life.